# Алетопельта
Алетопельта (лат. Aletopelta) — род птицетазовых динозавров из инфраотряда анкилозавров, включающий единственный вид — Aletopelta coombsi. Известен по ископаемым остаткам из отложений формации Пойнт-Лома в Южной Калифорнии, США, относящихся к верхнему мелу (верхний кампан, около 75,5 млн лет). В настоящее время род часто считается сомнительным (nomen dubium) из-за сложностей, связанных с выделением диагностических признаков (некоторые кости голотипа повреждены). Недостаток признаков не позволяет уверенно определить положение алетопельты в пределах клады Ankylosauria.

## Открытие и наименование
В 1987 году близ города Карлсбад на калифорнийском побережье, вдоль северо-западной стороны аэропорта Макклеллан–Паломар, проводилось строительство бульвара Колледж (англ. College Boulevard). Когда в каньоне Леттербокс осуществлялось расширение дороги, оператор экскаватора случайно обнаружил скелет ящера в канаве, вырытой для канализационной трубы, что привлекло внимание «охотника за динозаврами» Брэдфорда Райни. Некоторые фрагменты скелета были сломаны и потеряны. Находку отвезли в Музей естественной истории Сан-Диего, и в 1988 году палеонтолог Томас Демере научно описал её. Образец получил каталожный номер SDNHM 33909 и стал известен как «карлсбадский анкилозавр» (англ. Carlsbad Ankylosaur). В 1996 году Демере и Уолтер Престон Кумбс более подробно описали его, но так и не дали название виду.
После дальнейшей препарации экземпляра, в 2001 году Трейси Ли Форд и Джеймс Киркленд отнесли его к новому виду Aletopelta coombsi, который стал первым мезозойским динозавром, описанным из Калифорнии. Родовое название происходит от др.-греч. ἀλήτης [aletes] — «блуждающий» и πέλτη [pelte] — «щит». Это связано с тем, что местность, где жила алетопельта, находилась на гористом полуострове напротив современной Мексики; унося за собой полуостров, литосферная плита постепенно двигалась на север и, соответственно, переносила остатки динозавра за собой. Видовое название было дано в честь Уолтера П. Кумбса младшего «за его новаторскую работу над анкилозаврами и его годы исследований, которые вдохновили многих энтузиастов, а также профессиональных палеонтологов» (англ. for his ground-breaking work on ankylosaurs and his years of research, which have inspired many an enthusiast as well as professional paleontologist).

## Известный материал
Алетопельта известна только по неполному посткраниальному скелету — голотипу SDNHM 33909. Скелет включает бедренные, большеберцовые и малоберцовые кости, элементы лопаток, плечевой и локтевой костей, левую и правую седалищные кости, позвонки, рёбра, часть тазового остеодермального щита, шейное полукольцо, не менее 60 отдельных остеодерм и восемь зубов. Эти остатки были обнаружены в слое морской формации Пойнт-Лома, датируемой верхним кампаном. Судя по окаменелостям двустворчатых, прикреплённых к костям, туша динозавра выплыла в море и образовала миниатюрный риф после того, как она опустилась на дно и приземлилась на спину. Возможно, тушу подъедали акулы. Большинство длинных костей потеряли свои суставные поверхности и были выдолблены, что сильно ухудшило состояние остатков.

## Описание

Сравнительный размер

Согласно оценке Грегори С. Пола (2016), алетопельта достигала 5 м в длину при массе 2 т.
В 2004 году Мэтью Викариус и соавторы предложили считать алетопельту сомнительным родом (nomen dubium), поскольку состояние костей голотипа затрудняет определение отличительных признаков.

## Классификация
Хотя первоначально голотип  алетопельты был приписан нодозавриду, при описании вида и рода Форд и Киркленд предложили считать алетопельту анкилозавридом, обосновав своё решение формой и расположением остеодерм, а также морфологией конечностей. Тем не менее, ввиду плохой сохранности остатков Викариус и соавторы (2004) отнесли алетопельту напрямую к анкилозаврам.